# يوشينوري كانادا
يوشينوري كانادا (金田 伊功 كانادا يوشينوري من مواليد الخامس من فبراير عام 1952. توفى في الحادي والعشرين من يوليو عام 2009). أحد أكثر المحرّكين تأثيرًا على صناعة الأنمي الياباني، يرجع أصله إلى نارا (محافظة). عرف بعمله في الأوفا Birth عام 1984، وهي واحدة من الأوفات التي قام بالعمل فيها. على الرغم من أنه لم يقم بتصميم الشخصيّات كثيرًا، لكنه عرف بمهاراته في تحريك الشخصيّات. عمله في Galaxy Express 999 (جلاكسي إكسبريس) عام 1979، بالإضافة إلى Harmagedon (هارمجدون) عام 1983 أثرت بشكل كبير على المحركين اليابانيين. هذه الأعمال أثرت بشكل جزئي أيضًا على عمل تاكاشي موراكامي المسمّى سوبرفلات من ناحية الحركة. خلال الثمانينات والتسعينات عمل بقرب مع المخرج هاياو ميازاكي في العديد من أفلامه مثل ناوسيكا أميرة وادي الرياح والأميرة مونونوكي. كان لكانادا الأثر في جعل محركي أعمال الأنمي يضفون لمستهم الخاصة على أعمالهم، ففي السابق كان جميع العاملين يتبعون أوامر المخرج بحذافيرها، بدون أن يكون لأيٍّ منهم لمسة خاصة. توفي كانادا عن عمر يناهز 57 سنة، بسبب نوبة قلبية في الحادي والعشرين من يوليو عام 2009.

## علاقته مع هاياو ميازاكي
تأثّر كانادا كثيرًا بالإطارات المفتاحية التي رسمها هاياو ميازاكي في فلم Flying Phantom Ship عام 1969، تأثره بها كان كبيرًا لدرجة أنها صنعت منه محرّك للرسومات، بعد أن كان يريد أن يكون طيّارًا كما أراد أبيه. بالجهة الأخرى، ميازاكي كان معجبًا جدًّا برسومات كانادا، لدرجة أنه يتمنّى العمل معه، وعبّر عن ذلك بمقالة كتبها عنه. وحدث ذلك فعلًا وكانت بداية العمل مع ميازاكي في فيلمه ناوسيكا أميرة وادي الرياح، واستمر الاثنان يعملان معًا خلال فترة التسعينيّات، وكان فيلم الأميرة مونونوكي آخر عمل ضم الاثنان معًا.

## تأثير كانادا على رسّامي الأنمي
يعتبر كانادا أكثر من أثر على صناعة الأنمي من ناحية الرسومات. لعلك قد رأيت ذلك التنين الناري متموّج الحركة، ذلك تنّين كانادا. بالإضافة إلى الأضواء والوضعيات المميزة للشخصيّات والآلات والانفجارات والتأثيرات الكهربائية وإعطاء الشعور بفيزيائية الأجسام، من خلال تغيير توقيت الحركة. ولعل تأثير كانادا الملموس حتى هذا اليوم هو كسر الصرامة في اتباع أوامر المخرج، بحيث يكون لكل رسّام اتباع أسلوبه المميّز. كان أيضًا من أوائل من كسر الواقعية في التحريك.

## أعماله
1970
- Mahou no Mako-chan (تحريك)

1971
- Sarutobi Ecchan (تحريك)
- غيغيغي نو كيتارو (تحريك)

1972
- Mahōtsukai Chappy (تحريك)
- Moonlight Mask (تحريك)
- Akado Suzunosuke (تحريك) (الرسوم الاصلية)
- الضفدع ننوس (تحريك) (الرسوم الاصلية)

1973
- Dororon Enma-kun (الرسوم الاصلية)
- Kōya no Shōnen Isamu (تحريك)
- Cutie Honey (الرسوم الاصلية)

1974
- Getter Robo (الرسوم الاصلية)
- Majokko Megu-chan (الرسوم الاصلية)
- سفينة الفضاء ياماتو (الرسوم الاصلية)

1975
- Getter Robo G (الرسوم الاصلية)
- إيكوسان (الرسوم الاصلية)

1976
- Gaiking (الرسوم الاصلية) (الإشراف على الرسم)
- كاندي كاندي (الرسوم الاصلية)
- Robokko Beeton (الرسوم الاصلية)

1977
- Wakusei Robo Danguard Ace (الرسوم الاصلية) (رسوم مفتاحية)
- Guyslugger (الرسوم الاصلية)
- تشودينجي ميشين فولتس فايف (رسوم مفتاحية)
- Invincible Super Man Zambot 3 (الرسوم الاصلية) (رسام الستوريبورد)
- 激走!ルーベンカイザー (رسوم مفتاحية)
- المتحرية إنجي (رسوم مفتاحية)
- الرجل الحديدي (الرسوم الاصلية)

1978
- Invincible Steel Man Daitarn 3 (الرسوم الاصلية) (رسوم مفتاحية)
- Farewell to Space Battleship Yamato (الرسوم الاصلية)
- Space Battleship Yamato II (الرسوم الاصلية)

1979
- سايبورغ 009 (رسوم مفتاحية)
- Josephina the Whale (رسام الستوريبورد للحلقة 3 والحلقة 20) (الرسوم الاصلية)
- Yamato: The New Voyage (الرسوم الاصلية)
- الغواصة الزرقاء (الرسوم الاصلية)
- غالاكسي إكسبرس 999 (الرسوم الاصلية)
- Mobile Suit Gundam (الرسوم الاصلية)

1980
- King Arthur (الرسوم الاصلية)
- نحو تيرا (الرسوم الاصلية)
- الحوت الأبيض (تصحيح الرسوم الحركية)
- Zukkoke Knight - Don De La Mancha (الرسوم الاصلية) (رسام الستوريبورد) (تصميم الشخصيات الحلقة 6)
- がんばれゴンベ (الرسوم الاصلية)
- سايبورغ 009 (المساعدة في الرسوم الاصلية)
- Be Forever Yamato (الرسوم الاصلية)
- The New Adventures of Gigantor (الرسوم الاصلية)
- Space Battleship Yamato III (الرسوم الاصلية)
- Ulysses 31 (تصميم الميكانكية)
- فريق الإنقاذ (التخطيط)

1981
- النمر المقنع (المساعدة في الرسوم الاصلية)
- Bremen 4: Angels in Hell (الرسوم الاصلية)
- Galaxy Cyclone Braiger (الرسوم الاصلية لاغنية البداية والنهاية)
- دوتاكون المرح (الرسوم الاصلية للحلقة 1)
- Six God Combination Godmars (رسوم الحلقة 3)

1982
- Queen Millennia (الرسوم الاصلية) (مخرج الرسوم الميكانيكية)
- Acrobunch (الرسوم الاصلية) (رسام الستوربورد لاغنية البداية والنهاية)
- Arcadia of My Youth (الرسوم الاصلية)
- Future War 198X (تصميم الميكانكية) (إخراج الرسوم الميكيانيكية)

1983
- Genesis Climber MOSPEADA (تحريك أغنية البداية والنهاية) (الرسوم الاصلية للحلقة 1)
- سانشيرو (الرسوم الاصلية)
- Genma taisen (الرسوم الاصلية)
- Final Yamato (الإشراف على الرسم)

1984
- BIRTH (تصميم الشخصيّات ومشرف رسوم)
- ناوسيكا أميرة وادي الرياح (الرسوم الاصلية)
- Mighty Orbots (الرسوم الاصلية)

1985
- فرسان الفضاء (الإشراف على الرسم)
- Video Warrior Laserion (الرسوم الاصلية للحلقة الاخيرة)

1986
- قلعة في السماء (مشرف على رسم الإطارات المفتاحية)
- Hi no Tori (الرسوم الاصلية)

1987
- 2001 Nights (الرسوم الاصلية) (رسام الستوريبورد)
- Campus Special Investigator Hikaruon (الرسوم الاصلية)
- الرجل الشيطان (الرسوم الاصلية)
- VISIONARIES Knights of the Magical Light (مخرج الرسوم) (رسام أغنية البداية)

1988
- أكيرا (الرسوم الاصلية)
- Ronin Warriors (الرسوم الاصلية)
- Mister Ajikko (الرسوم الاصلية)
- جاري توتورو (الرسوم الاصلية)

1989
- كيكي لخدمة التوصيل (الرسوم الاصلية)
- Magical Hat (الرسوم الاصلية)

1990
- الرجل الشيطان (الرسوم الاصلية)
- Yagami-kun's Family Affairs (الرسوم الاصلية)

1991
- Cosmic Fantasy (الرسوم الاصلية)
- الأطفال الأبطال (الرسوم الاصلية)

1992
- بوركو روسو (الرسوم الاصلية)
- Talking Head (الرسوم الاصلية)

1993
- X (الرسوم الاصلية)

1994
- Tottemo! Luckyman (الرسوم الاصلية)
- Peacock King (الرسوم الاصلية)
- Yu Yu Hakusho the Movie: Poltergeist Report (الرسوم الاصلية)

1995
- السراب (الرسوم الاصلية)
- Devil Hunter Yohko (الرسوم الاصلية)

1996
- Martian Successor Nadesico
- X

1997
- الأميرة مونونوكي (الرسوم الاصلية)
- DESIRE
- الثابتون (الرسوم الاصلية لاغنية البداية)
- VAMPIRE HUNTER The ANIMATION SERIES
- Gestalt

1998
- Gekiganger III (الرسوم الاصلية)
- Reign: The Conqueror (الرسوم الاصلية)
- جنود المحطة (الاخراج) (رسام الستوربورد) (مخرج الرسوم)
- EVE The Lost One

2001
- فاينل فانتسي: ذا سبيريتس ويذين (مشرف الرسوم المتحركة)(الرسوم الاصلية)
- Angel Tales
- Metropolis

2002
- فاينل فانتازي 11

2003
- Hanjuku Hero

2004
- DESIRE

2005
- Musashi: Samurai Legend

2006
- Gaiking: Legend of Daiku-Maryu
- Dawn of Mana

2007
- فاينل فانتازي 4

2009
- فاينل فانتازي 13 (مخرج الستوريبورد)
- الخيميائي الفولاذي: فل متل ألكمست

2011
- فاينل فانتازي 13-2

2012
- مسعى التنين 10

## وصلات خارجية
- يوشينوري كانادا على موقع IMDb (الإنجليزية)
- يوشينوري كانادا على موقع قاعدة بيانات الفيلم (الإنجليزية)
- يوشينوري كانادا على موقع ANN person (الإنجليزية)
- يوشينوري كانادا على موقع IMDb (الإنجليزية)
- يوشينوري كانادا على موقع قاعدة بيانات الفيلم (الإنجليزية)
- يوشينوري كانادا على موقع ANN person (الإنجليزية)